# Membranoppia truncata
Membranoppia truncata är en kvalsterart som först beskrevs av Hammer 1961.  Membranoppia truncata ingår i släktet Membranoppia och familjen Oppiidae. Inga underarter finns listade i Catalogue of Life.